# (2987) Sarabhai
(2987) Sarabhai ist ein Asteroid des Hauptgürtels, der am 24. September 1960 vom niederländischen Forscherteam Cornelis Johannes van Houten, Ingrid van Houten-Groeneveld und Tom Gehrels im Rahmen des Palomar-Leiden-Surveys entdeckt wurde.
Seinen Namen erhielt der Asteroid zu Ehren des indischen Forschers Vikram Ambalal Sarabhai, der u. a. das öffentliche Satellitenfernsehen in Indien initiiert hat.